# ニュートンと林檎の樹
『ニュートンと林檎の樹』は、Laplacianより2017年5月26日に発売された18禁美少女アドベンチャーゲーム。

## あらすじ
朝永修二は幼なじみの一二三四五と行方不明になった修二の祖父を追う過程で錬金術と近代科学が混在していた17世紀のイギリスのテンブリッジ大学へタイムスリップしてアイザック・ニュートンと名乗る少女と出会うが、タイムスリップしたことで歴史が狂い始める。

## 登場人物
朝永 修二 （あさなが しゅうじ）
本作の主人公。祖父は日本で2人目のノーブル物理学賞受賞者だが、本人は科学嫌い。
アリス・ベッドフォード
声 - 秋野花
天才少女で飛び級でテンブリッジに入学、アイザック・ニュートンはペンネーム。
一二三 四五 （うたかね よつこ）
声 - 白雪碧
修二の幼なじみであらゆるものを計測し、あらゆる言葉を定義しないと気が済まない性格で実は不器用。
九十九 春 （つくも はる）
声 - 小倉結衣
日本からの留学生で17世紀のイギリスで天文学を学ぶ。
ラビ・ジエール
声 - 民安ともえ
問題児でテンブリッジのあちこちで、しょっちゅう火災を起こす直感と推測で結論を導き出す奇才科学者。
エミー・フェルトン
声 - 春乃いろは
常にカチューシャを着用してテンブリッジで勤務しているメイド。

## スタッフ
- キャラクターデザイン・原画 - 霜降、ぺれっと
- シナリオ - 緒乃ワサビ